# FAS-850 Dardo II

Dardo 2 fue un proyecto para desarrollar una bomba lanzable desde el aire inteligente con sistema de alas plegables. Existía un programa de bombas inteligentes stand-off llevado a cabo por la Dirección General de Investigación y Desarrollo (DIGID), dependiente de la Fuerza Aérea Argentina (FAA), con el objetivo de desplegar capacidades técnicas y humanas que permitieran lograr el desarrollo de armamento de gran alcance, acorde con la filosofía moderna. Atendiendo especialmente a soluciones que posean un alto grado de componentes y piezas nacionales, se inició el programa Fuerza Aérea Sistemas (FAS) 850, que tuvo su punto de partida con la bomba Dardo I, que era un material lanzable stand-off asistido por un cohete que le confería un alcance de 15 km, siendo su peso de 227 kg.
Con posterioridad evolucionó a la Dardo 2, que permitió desarrollar capacidades en numerosas disciplinas concurrentes con el diseño de equipamientos stand-off de última generación. Todo el conocimiento y la capacitación tuvo que ser planificada por mentes autóctonas, ya que era casi imposible obtener información sensible para el proyecto. Gracias a la formación y experiencia acumulada durante tantos años en el desarrollo y mantenimiento de armamento, fue y es posible trabajar en este modelo de equipos.
El proyecto fue descontinuado por problemas técnicos y falta de presupuesto en el año 2012. 
A fines de noviembre de 2024, el proyecto fue reactivado bajo el mando del ministro de defensa Luis Petri durante el gobierno de Javier Milei, el cual se pusieron como objetivo invertir y modernizar las Fuerzas Armadas Argentinas. 
El objetivo es en 2025 continuar con estos ensayos y apuntar a realizar lanzamientos de bombas inertes y sin propulsión para evaluar la separación de la misma con el avión, lo que permitiría continuar con la etapa siguiente de lanzamientos de bombas propulsadas y sus sistemas de guía y finalmente bombas con la carga explosiva bajo la denominación de Dardo III.

## Descripción
Los prototipos iniciales de esta bomba planeadora cuentan con una longitud de 2.630 mm y un diámetro máximo de 400. El cuerpo se asemeja a un paralelepípedo que en su parte frontal se va ahusando, para terminar en una antena de telemetría y tubo pitot. En su interior, desde adelante hacia atrás se alojan un tanque de nitrógeno comprimido, el sistema neumático, las baterías, el transmisor de telemetría; por detrás de las alas la computadora de a bordo, un secuenciador, el módulo de motores de control y un paracaídas, este último para permitir su recuperación tras las pruebas en vuelo.
Según los primeros datos públicos, el peso de este ingenio puede variar entre los 250 y los 400 kg, dependiendo de la carga útil empleada, que puede ser única, múltiple, FAE (Fuel Air Explosive) u otras. En su parte superior la bomba dispone de dos alas metálicas, que se encuentran plegadas hacia atrás sobre el cuerpo y que se extienden cuando empieza la caída libre, luego de ser lanzada. Se encuentran unidas en su raíz en una especie de placa que también dispone de dos cáncamos NATO 14”, que sirven para su fijación al soporte.
En la parte posterior del cuerpo, que en las versiones iniciales culmina en forma plana y que internamente aloja un paracaídas, se encuentran cuatro aletas que nacen en los vértices de esta suerte de paralelepípedo. Inicialmente se emplearon las aletas traseras de los misiles Rafael Shafrir II con la finalidad de aprovechar sus rolerones, pero estos no fueron efectivos, debido a que no tenían la velocidad necesaria para su correcto funcionamiento, por lo que en las versiones posteriores se modificaron.

## Tecnologías y características
También en la parte trasera, pero dispuestas horizontalmente, dispone de dos aletas estabilizadoras planas de forma rectangular. En la parte superior trasera hay un pequeño carenado con su parte frontal compuesta por una sección transparente, que permite la colocación de una cámara de video. Dependiendo de la versión por delante y detrás de ese carenado posee otros dos más pequeños de forma rectangular, que son los correspondientes a las antenas de GPS (Global Positioning System) de 50 .En un primer momento esta bomba solo disponía de uno de ellos, primero sobre la parte frontal superior y después reubicado en la trasera.
Tras la antena que se encuentra más atrás se sitúa el sistema de apertura del paracaídas. A la izquierda de la antena delantera del GPS se inserta lo que parece ser un pin de seguridad. Ubicadas en el lateral derecho del cuerpo hay dos hendiduras que disponen de distintas entradas. En una de estas se encuentra una perilla que tiene la inscripción, apenas visible, 110 V, una entrada circular y una para USB (Universal Serial Bus). En el mismo lateral, pero más adelante, también posee un indicador con agujas que, a juzgar por la ubicación del sistema neumático, parece indicar que se trata de un manómetro. En el lateral opuesto está un indicador de ángulo de ataque.
La aeronave portadora que se encuentre configurada con este tipo de bombas puede efectuar el lanzamiento hasta los 40.000 pies (12.192 m), con una velocidad igual o menor que 0,9 Mach y el alcance es de 60 km, con un CEP (Circular Error Probable) de 15 m . Según las previsiones preliminares en una segunda etapa, con la adición de un motor cohete se esperaba que la altura de lanzamiento se redujera a 25.000 pies (7.620 m), contando con la capacidad de batir blancos que se encuentren en el orden de los 100-150 km con un CEP que ronda entre los 6 o 7 m. El sistema de guía empleado es por inercial/GPS, mientras que la designación del blanco puede ser previa o durante el vuelo.
La carga de esta bomba en el vector lanzador es posible gracias al adaptador para Dardo II-Mod.3, que básicamente consta de una pieza principal que es el cajón soldado, sobre el cual se montan los siguientes componentes: un carenado frontal en la parte superior trasera, una tapa de inspección, mientras que en la inferior trasera se sitúa el conjunto de antena de GPS. Sobre la parte superior se encuentran los conectores delantero y trasero y en la inferior las horquillas para cables armadores. Del cajón pende una unidad Alkan 165, que es donde va fijada la bomba. Este adaptador se fija a la aeronave mediante dos cáncamos NATO 14”, permitiendo la estandarización del material acorde a criterios logísticos y operativos comunes.
Con los resultados obtenidos en las pruebas con los prototipos de las primeras se evolucionó a la Dardo 2-B de configuración de guerra (carga única). Incorpora como carga el cuerpo de bomba Mk.82 o BK-BR 250, que se encuentra situado debajo de lo que parece ser un soporte confeccionado con una lámina metálica, que a su vez está unido a la placa donde se fijan las alas y los cáncamos. Externamente el cuerpo queda cubierto por un carenado plástico de sección rectangular, que en su parte inferior copia la curvatura del cuerpo de la bomba.

## Aumento del potencial
En lo que respecta a la sección de cola, se ha confeccionado también en material plástico. A diferencia de las primeras versiones, ésta termina en forma ahusada y no plana, ya que no dispone de paracaídas de recuperación. También se han integrado las aletas que nacen en los vértices, que pasaron a ser del mismo material plástico, abandonando las anteriores correspondientes a los misiles Shafrir. En lo que respecta a las dimensiones, según lo informado se conservan la longitud y diámetro máximo de la versión preliminar y lo mismo sucede con la altura, velocidad de lanzamiento y el alcance, mientras que el CEP estimado es de 15 m. En esta versión el peso es de 280 kg.
La designación del blanco puede ser tanto previo como durante el vuelo, mientras que la navegación es por inercial y GPS. En esta bomba también se ha integrado la espoleta de proximidad por efecto Doppler desarrollada en el marco del proyecto FAS 1020. Se conecta con el cuerpo de la bomba mediante un prolongador. Esta espoleta es compatible con bombas frenadas FAS 250 y lisas BK BR 50, 125 y 250 y las de la serie Mk. Para su funcionamiento emplea el principio de radio frecuencia/Doppler, permitiendo un tiempo de armado que va desde los 2 a los 12 s, mientras la altura nominal de explosión es de 10 m.
Las condiciones de operación permiten un lanzamiento con una velocidad mínima de 220 nudos (407,44 km/h) y una máxima de 580 (1074,16), variando la altura en función de la bomba empleada, que soporta un rango de temperaturas comprendido entre los -30° y los +60 °C. Su confiabilidad es superior al 80 por ciento en el modo de radiofrecuencia y superior al 90 con el respaldo de impacto. Esta espoleta posee un selector externo, desde donde se puede configurar el tiempo de armado en segundos, dependiendo si la bomba es lisa o frenada. También en la materia ultrasensible de espoletas la FAA ha trabajado intensamente para obtener y preparar el conocimiento sobre esta espinosa materia.
En aquella época, se anunciaba que habría también una Dardo 2-C, la versión propulsada que integraría un turbomotor íntegramente nacional, alimentado con combustible JP (Jet Propulsion) y cuenta con un sistema de control y navegación que le permitiría cumplir misiones típicas de un misil de crucero. Existía un primer prototipo en avanzado estado de desarrollo. 
El proyecto fue discontinuado por problemas técnicos y falta de presupuesto en el año 2012.